# Psalidoprocne pristoptera
La golondrina negra (Psalidoprocne pristoptera) es una especie de ave paseriforme de la familia Hirundinidae. Está ampliamente distribuida por el África subsahariana, encontrándose desde el sureste de Nigeria, pasando por África central, hasta Etiopía y Somalia, y de ahí hasta Sudáfrica en el sur.

## Subespecies
Se reconocen las siguientes subespecies:
- Psalidoprocne pristoptera petiti
- Psalidoprocne pristoptera chalybea
- Psalidoprocne pristoptera pristoptera
- Psalidoprocne pristoptera blanfordi
- Psalidoprocne pristoptera antinorii
- Psalidoprocne pristoptera oleaginea
- Psalidoprocne pristoptera mangbettorum
- Psalidoprocne pristoptera ruwenzori
- Psalidoprocne pristoptera reichenowi
- Psalidoprocne pristoptera massaica
- Psalidoprocne pristoptera orientalis
- Psalidoprocne pristoptera holomelas